# Johan Palmstruch
Johan Palmstruch, ursprungligen Hans Wittmacher, född 13 juni 1611 i Riga, död 8 mars 1671 i Stockholm, var Sveriges första bankdirektör och bosatt i Gribbylund i nuvarande Täby kommun utanför Stockholm. Han grundade Stockholms Banco, som senare ombildades till Riksbanken, världens äldsta centralbank. Han kallas även för "det svenska bankväsendets grundare".

## Biografi
Johan Palmstruchs far, köpmannen Reinhold Wittmacher von Ermond, var troligen av holländsk härkomst, men var verksam i Riga och hade bland andra Gustav II Adolf och svenska staten som kunder, och lånade ut stora summor till dem. Modern hette Anna Bjelska.
Någon gång under 1630-talet lämnade Hans Wittmacher Riga för Amsterdam, där han 1635 fick burskap och rätt att driva handel. Efter några år dömdes han till fängelse för ett brott han sade sig vara oskyldig till. När han efter många år frigavs begav han sig till Sverige, där han och hans bröder år 1651 adlades med namnet Palmstruch för deras faders förtjänster. Såsom svensk adelsman kunde han 1654 bli kommissarie vid Kommerskollegium.
År 1656 gavs han kungligt tillstånd att öppna en "vexel- och länebank", efter mönster från Amsterdam, tillsammans med svågern Reinhold Rademacher. Över verksamheten satte kung Karl X Gustav en överinspektor, varigenom banken redan från början hade element av statsinrättning. Bankens båda uppgifter av utlån och insättning, var två åtskilda rörelser i samma företag. Utlåningen bekostades med insättningarna i växelbanken. Banken tog ut en avgift för insättningar, och införde 1661 bancosedlar för att underlätta verksamheten, eftersom kopparmynten var tunga att hantera. I detta var han en föregångsman, eftersom varje sedel motsvarade jämna belopp. Liknande sedlar hade dock förekommit i Falu koppargruva. I exempelvis Italien användes i stället kvitton på vilka belopp som skrevs in.
Rörelsen gick så bra att han kunde öppna kontor i Göteborg, Falun och Åbo. Sedlarna förbjöds emellertid av regeringen och riksdagen 1664, efter att värdena sjunkit då man använt sig av Fractional-reserve banking-metoden. När bankkrisen ledde till att banken 1668 gick i konkurs, köptes den upp av Sveriges riksdag och ombildades till Riksens ständers bank, varmed världens första riksbank grundades. Det skulle dock dröja länge innan Sverige fick några sedlar igen.
För sitt misslyckande med banken dömdes Palmstruch till landsflykt och han förlorade sitt adelskap. Han utdömdes också att betala skadestånd, ett straff som skulle ombildas till dödsstraff om det inte infriades. År 1670 benådades han, men avled året därpå. Han gravsattes i Täby kyrka.
Johan Palmstruch gifte sig före 1644 med Margareta von der Busch och bosatte sig i Gribbylunds gård i Täby. Gården är numera känd under namnet Gribby gård och är en kommunal högstadieskola. I den gamla huvudbyggnaden bedrivs numera specialskoleverksamhet. Palmstruchs väg i Gribbylund är uppkallad efter honom.
Johan Palmstruchs son Reinhold Tobias Palmstruch (1646–1700), gift med kusinen Maria Palmstruch (1671-1709) var bosatt på Svarsta gård i Håbo-Tibble socken och lät bekosta sju glasmålningar för Håbo-Tibble kyrka. Målningarna utfördes på en glasverkstad i Stockholm och fördes med en ryttare (Markman och dennes kamrat) år 1697 från Stockholm till Håbo-Tibble. Glasmålningarna i fråga förvaras sedan 1884, som deposition, på Nordiska museet.